# Asafa Powell
Asafa Powell (* 23. November 1982 in Linstead, Saint Catherine Parish) ist ein ehemaliger jamaikanischer Leichtathlet. Er ist ehemaliger Weltrekordhalter im 100-Meter-Lauf. Seine offizielle Bestzeit von 9,72 s macht ihn zum viertschnellsten Sprinter aller Zeiten hinter Usain Bolt, Tyson Gay und Yohan Blake.
Bei den jamaikanischen Meisterschaften im Juni 2013 wurde Powell positiv auf das Stimulanzmittel Oxilofrin getestet und anschließend für 18 Monate für Wettkämpfe gesperrt. Der Internationale Sportgerichtshof reduzierte die Sperre im Juli 2014 auf sechs Monate, nachdem Powell ihn im April angerufen hatte, da er die Länge der Sperre als ungerecht empfand.

## Leben
Asafa Powell wurde am 23. November 1982 in Linstead im Saint Catherine Parish als jüngster von insgesamt sechs Söhnen von William Powell (* 1946) und Cislin Joyce Powell (* 1951) geboren. Beide Eltern von Powell sind Pastoren einer denominationslosen Kirche in Linstead. Powell besuchte die Charlemount High School in St. Catherine. Dort wurde sein Talent von der Lehrerin Elaine Fraser bemerkt, die ihm dazu verhalf, sein Potential als Sprinter zu erkennen. Powell sah zu dieser Zeit seine Zukunft im Fußball. Powells Interesse für den 100-Meter-Lauf wurde 2000 durch die Teilnahme seines ältesten Bruders Donovan Powell bei den Olympischen Spielen geweckt. 2001 begann Powell ernsthaft für die Leichtathletik zu trainieren. Im selben Jahr trat Powell dem MVP Track & Field Club bei, dem Leichtathletikverein der Technischen Universität von Kingston, wo er Elektrotechnik studierte. Dort wurde Powell von dem Leiter des Vereins Stephen Francis trainiert, bis 2013 ein durch die Dopingaffäre ausgelöster Streit ihre Wege trennte.
Zu Beginn seiner Karriere musste Powell schwere Schicksalsschläge bewältigen. Im Juni 2002 wurde in New York City sein zweitältester Bruder Michael, als er Taxi fuhr, von einem Fahrgast erschossen. Im Juni 2003 erlitt Powells Bruder Vaun einen Herzinfarkt, während er Football spielte, und starb. Powell ist sehr religiös und betont öfter, wie viel Kraft ihm die Bibel gebe.
Er steht beim Sportagenten Paul Doyle unter Vertrag und wurde bis 2011 von Nike als Ausrüster gesponsert, am 26. Juli 2011 unterschrieb er einen Vertrag mit dem chinesischen Sportartikelhersteller Li-Ning, der aber nach Öffentlichwerden der positiven Dopingproben am 18. Juli 2013 gekündigt wurde. Sein Sponsorvertrag mit NUTRILITE endete Ende 2008.
Seit 2013 lebt Powell in Austin (Texas), wo er gemeinsam mit seinem Bruder Donovan trainiert.

## Sportlicher Werdegang

### 2001
Powell wurde 2001 auf seiner Heimatinsel Juniorenmeister Jamaikas im 100-Meter-Lauf.

### 2003
Sein Debüt bei großen Meisterschaften gab er bei den Weltmeisterschaften in Paris im Jahre 2003. Im Viertelfinale des 100-Meter-Laufs wurde er wegen Fehlstarts disqualifiziert, da die Startelektronik bei ihm und dem US-Amerikaner Jon Drummond eine Reaktionszeit unterhalb der erlaubten Marke meldete. Mit der jamaikanischen 4-mal-100-Meter-Staffel belegte er den siebten Rang. Eine Woche später lief Powell die 100 Meter in einer persönlichen Bestleistung von 10,02 s beim Golden-League-Meeting Memorial Van Damme in Brüssel. Powell beendete die Saison enttäuschend mit einem siebten Platz über die 100 Meter beim ersten IAAF-Weltfinale.

### 2004
Im Jahr 2004 blieb Powell das erste Mal bei einem 100-Meter-Lauf unter 10 Sekunden. Am 12. Juni 2004 lief Powell in seiner Heimat in Kingston eine Zeit von 9,99 s über die 100 Meter. Mit einer weiteren persönlichen Bestleistung von 9,91 s, die Powell beim IAAF-Super-Grand-Prix-Meeting Norwich Union London Grand Prix lief, machte er sich zu einem Favoriten über die 100 Meter für die Olympischen Spiele von Athen. In Athen brillierte Powell in fast sämtlichen Läufen. So lief er sowohl im Viertelfinale, als auch im Halbfinale eine Zeit unter 10 Sekunden, obwohl er die 100 Meter nicht voll auslief. Im Finale wurde er aber nach einem schwachen Start nur Fünfter in 9,94 s. Beim Meeting Memorial Van Damme am 3. September 2004 lief Powell dann zum ersten Mal unter 9,9 Sekunden. Zum Saisonende konnte Powell noch mit dem Gewinn des 100-Meter-Laufs beim IAAF-Weltfinale in Monaco am 18. September 2004 einen großen Erfolg im Jahre 2004 für sich verbuchen. Bemerkenswert war, dass er bei mehr als eineinhalb Meter pro Sekunde Gegenwind noch unter 10 Sekunden blieb.

### 2005
Schon früh in der Leichtathletik Saison 2005 machte Powell seine Ambitionen auf den Weltrekord deutlich. In Kingston lief Powell am 7. Mai 2005 die 100 Meter in 9,84 s (bei regulärem Rückenwind von 1,8 Metern pro Sekunde) und war der bis dahin drittschnellste Mensch auf dieser Distanz. Bemerkenswert war, dass er diese Zeit trotz eines lockeren Auslaufs auf den letzten Metern erzielte und so eine mögliche Weltrekordzeit auf der Bahn liegen ließ. In Ostrava lief Powell dann beim Golden Spike Meeting am 9. Juni 2005 trotz Regens und bei kühlen Temperaturen 9,85 s bei leichten Rückenwind. Nur ein paar Tage zuvor am 4. Juni 2005, verlor Powell ein sehr enges Rennen gegen Justin Gatlin. In Eugene (USA) kamen beide Athleten in 9,84 s bei zu großen Rückenwind ins Ziel.
Danach kam Powell nach Athen mit dem Vorhaben, den aktuellen Weltrekord von 9,78 s des unter Dopingverdacht stehenden Tim Montgomery zu verbessern. Am 14. Juni 2005 schaffte es Powell, dieses Vorhaben zu verwirklichen. Im Finale des IAAF Super Grand Prix im Athener Olympiastadion unterbot Powell mit einer Zeit von 9,77 (9,768) s Montgomerys Zeit um eine Hundertstelsekunde. Beim IAAF Super Grand Prix Meeting Norwich Union London Grand Prix am 22. Juli 2005, wo es zu einem Aufeinandertreffen von Powell, dem amtierenden Weltrekordhalter, und Justin Gatlin, dem amtierenden Olympiasieger, kam, zog Powell sich einen Muskelriss im Adduktorenbereich zu. Durch diese Verletzung gehandicapt, musste Powell die Weltmeisterschaften in Helsinki absagen.

### 2006
Im Jahr 2006 egalisierte er seinen eigenen Weltrekord zweimal. Zuerst am 11. Juni beim Super Grand Prix in Gateshead (Norwich Union British Grand Prix) im Juni 2006, trotz gemächlichen Auslaufens und vorangegangenen Fehlstarts
und dann am 18. August 2006 bei Weltklasse Zürich (bei 1,0 Meter pro Sekunde Rückenwind). Allerdings erzielte auch Justin Gatlin die gleiche Zeit. Gatlin lief am 12. Mai 2006 in Doha die 100 Meter in 9,766 s. Vom Veranstalter wurde die Zeit von 9,76 s genannt, was ein neuer Weltrekord gewesen wäre. Die Regel 165.23(a) der IAAF jedoch besagt, dass die Zeit, wenn sie nicht auf Hundertstel genau ist, zur nächsten Hundertstel aufgerundet werden muss. Daher wurde auch Gatlins Zeit auf 9,77 s aufgerundet und war somit eine Einstellung des Weltrekords. Powell selbst lief bei den zwei Einstellungen seines Rekords 9,7629 s in Gateshead und 9,762 s in Zürich. Um einen neuen Weltrekord von 9,76 s zu erzielen, hätte einer der beiden Athleten eine Zeit zwischen 9,760 und 9,751 s laufen müssen.
Außer den Siegen gegen die Uhr konnte Powell in der Saison 2006 auch eine Reihe sportlicher Erfolge vorzeigen. So gewann Powell die 100 Meter bei den Commonwealth Games in Melbourne und holte auch Gold mit der Staffel. Prestigeträchtig war auch Powells Erfolg bei der IAAF Golden League. Wie Jeremy Wariner und Sanya Richards konnte auch Powell bei allen sechs Meetings der Golden League gewinnen. Powell bekam für diesen sportlichen Erfolg eine Gesamtsumme von 249.999 US-Dollar ausgezahlt. Powell gewann auch das IAAF-Weltfinale in Stuttgart.
Zusammen mit Sportgrößen wie Roger Federer, Michael Schumacher und Tiger Woods wurde Powell für die Ehrung zum Weltsportler des Jahres nominiert und im November 2006 zum Weltathlet des Jahres gekürt – eine Ehrung verbunden mit einem Scheck über 100.000 US-Dollar. Ausschlaggebend dafür war wohl auch, dass er 2006 insgesamt zwölf Mal unter 10 Sekunden blieb und damit einen neuen Rekord aufstellte. Außerdem blieb er in allen 16 Rennen ungeschlagen.

### 2007

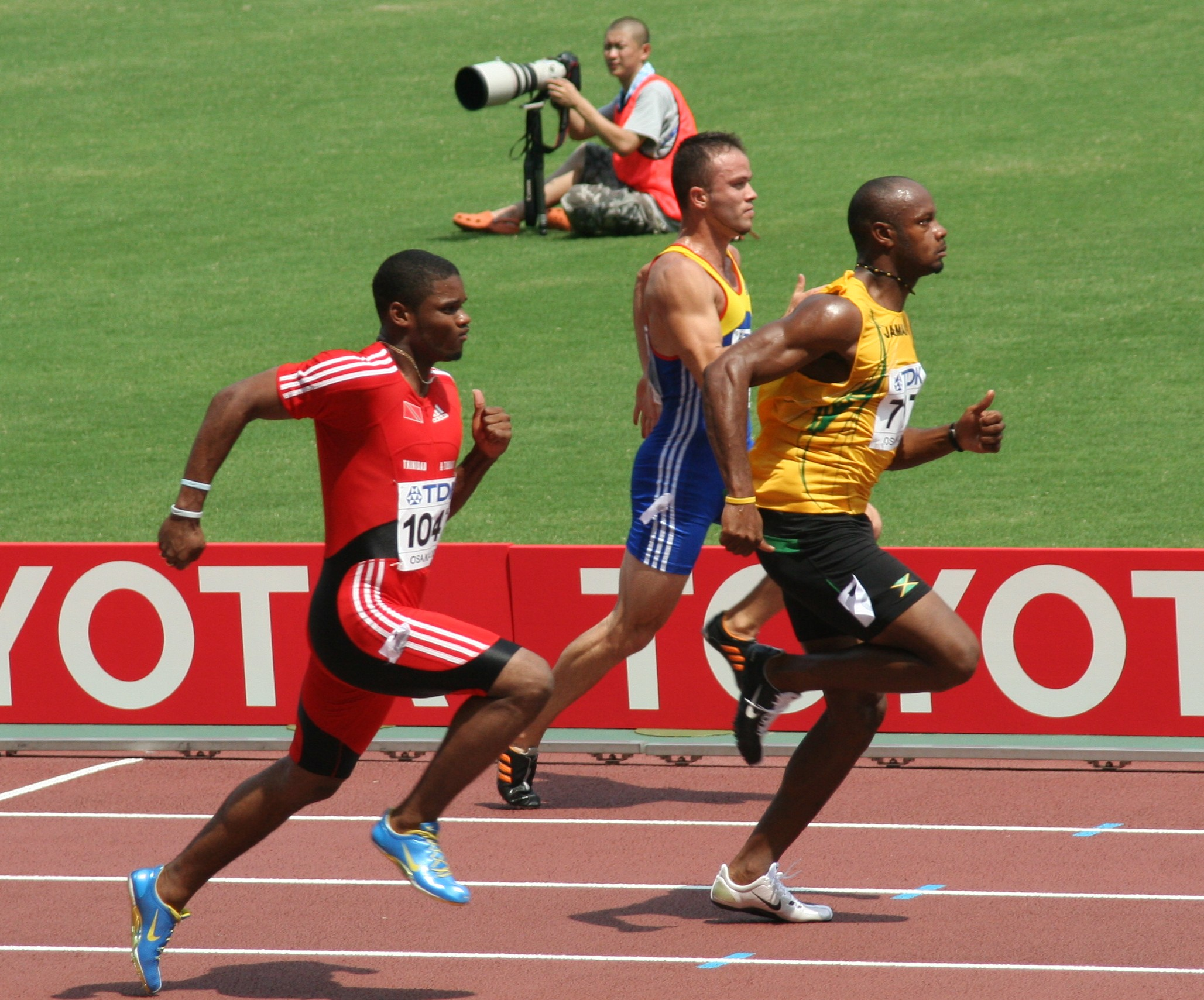
Asafa Powell (rechts in gelb) bei den Weltmeisterschaften 2007

In die Leichtathletiksaison 2007 startete Powell verhalten. Mit Zeiten von 9,97 s in Belgrad am 29. Mai 2007 und 9,94 s beim Golden League Meeting Bislett Games am 15. Juni 2007, lief Powell anfangs noch seiner alten Form hinterher. Zudem verletzte sich Powell im Finale des 100-Meter-Laufs der jamaikanischen Meisterschaft in Kingston am 23. Juni 2007. Powell gewann zwar den Lauf in 10,04 s aber zog sich dabei auf den letzten Metern eine Oberschenkelzerrung zu. Powell meldete sich dann beim Golden League Meeting in Rom mit der zweitschnellsten Zeit der Saison zurück. Er lief bei der traditionsreichen Golden Gala 9,90 s.
Beim Saisonhöhepunkt der Weltmeisterschaften in Ōsaka überzeugte Powell in den Ausscheidungsrennen, Viertelfinale und Halbfinale, konnte aber seine überragende Form nicht ins Finale retten. Powell kam über eine Zeit von 9,96 s nicht hinaus und wurde hinter Tyson Gay (USA) und Derrick Atkins (Bahamas) überraschend nur dritter. Zwar war Powell vom Start weg schon in Führung und konnte diese bei 60 Metern sogar ausbauen, Gay dagegen startete mäßig, kam aber am Ende richtig auf. Dies macht eine Analyse der Durchgangszeiten des Rennens, die im Rahmen eines Projekts der IAAF gemacht wurde, deutlich:
| Platz | Läufer         | RZ    | 10 m | 20 m | 30 m | 40 m | 50 m | 60 m | 70 m | 80 m | 90 m | 100 m | Max. Geschw. | Max. Geschw. Abschnitt |
| ----- | -------------- | ----- | ---- | ---- | ---- | ---- | ---- | ---- | ---- | ---- | ---- | ----- | ------------ | ---------------------- |
| 1     | Tyson Gay      | 0,143 | 1,90 | 2,94 | 3,86 | 4,73 | 5,59 | 6,44 | 7,28 | 8,13 | 8,99 | 9,85  | 42,59 km/h   | 60–70 m                |
| 2     | Derrick Atkins | 0,137 | 1,90 | 2,92 | 3,87 | 4,75 | 5,62 | 6,47 | 7,33 | 8,18 | 9,04 | 9,91  | 42,26 km/h   | 50–60 m                |
| 3     | Asafa Powell   | 0,145 | 1,87 | 2,91 | 3,83 | 4,71 | 5,57 | 6,42 | 7,28 | 8,15 | 9,03 | 9,96  | 42,44 km/h   | 50–60 m                |

Unerwartet verkrampfte Powell gegen Ende des Rennens und verlor im letzten Drittel gegenüber dem Rest des Feldes mehrere Meter. Er lief schließlich – sichtlich enttäuscht – aufrecht über die Linie. Nach dieser herben Enttäuschung verhalf Powell der jamaikanischen 4-mal-100-Meter-Staffel mit einem neuen Landesrekord von 37,89 s noch zu Silber.
Um über die Weltmeisterschaften hinwegzukommen, die zweifellos für Powell eine Enttäuschung war, wollte er seinen eigenen Weltrekord noch in der Saison 2007 verbessern. Nur zwei Wochen nach dem verpatzten Finale von Ōsaka, machte sich Powell im italienischen Rieti wieder zum alleinigen Weltrekordhalter über die 100 Meter: Am 9. September 2007 lief Powell im zweiten Vorlauf des Sportfestes unerwartet die Fabelzeit von 9,74 s. Dabei hatte er zwar nahezu optimale 1,7 Meter pro Sekunde Rückenwind, er ließ jedoch einige Hundertstelsekunden auf der Bahn liegen, weil er die letzten 10 Meter, aufgrund seines großen Vorsprungs, nicht voll durchzog. Im Finale blieb Powell dann bei völliger Windstille mit 9,78 s das fünfte Mal unter 9,8 Sekunden.
Fünf Tage nach seinem Weltrekordlauf, konnte Powell zum vierten Mal das prestigeträchtige Golden League Meeting von Brüssel gewinnen. Powell gewann die 100 Meter beim Memorial Van Damme in einer Zeit von 9,84 s bei leichtem Gegenwind. Beim IAAF-Weltfinale in Stuttgart am 22. September 2007 konnte Powell seinen Vorjahressieg wiederholen. Er gewann die 100 Meter mit einem neuen Meisterschaftsrekord von 9,83 s. Powell beendete die Saison mit zwei 200-Meter-Läufen in Fernost. Beim ersten Lauf in Shanghai am 28. September 2007 verfehlte Powell nur knapp seine persönliche Bestzeit mit 20,00 s. Im letzten Lauf am 30. September 2007 in Yokohama beendete Powell die Saison mit einer Verletzung.

### 2008

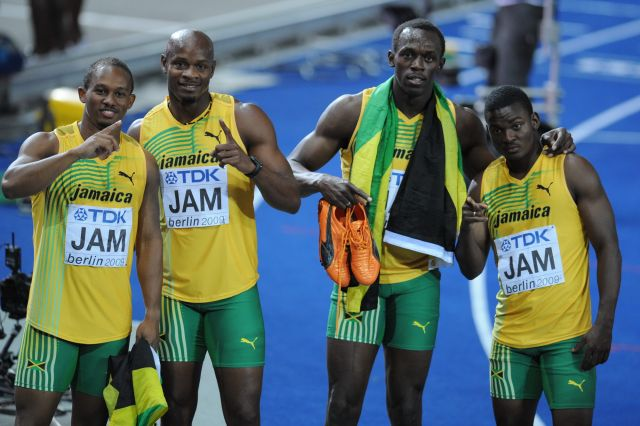
Powell beim Staffelsieg bei den Weltmeisterschaften 2009 mit Frater, Bolt und Mullings

Das Olympiajahr 2008 wollte Powell mit zwei Läufen in Australien beginnen. Den ersten Lauf in Sydney am 16. Februar 2008 musste er verletzungsbedingt absagen, nachdem er sich beim Treppensteigen eine Risswunde am Knie zugezogen hatte, die mit vier Stichen genäht werden musste. Powell konnte diese Verletzung sehr schnell kurieren, sodass er schon die Woche drauf an dem zweiten Lauf teilnehmen konnte. Er absolvierte den 100-Meter-Lauf beim IAAF Grand Prix Meeting in Melbourne den Telstra Melbourne Track Classic am 21. Februar 2008, in 10,04 s und sorgte so für einen neuen Meetingrekord. Im April erlitt Powell eine Brustmuskelverletzung und musste für zwei Monate pausieren. Er musste seine geplanten Starts beim IAAF Super Grand Prix Meeting in Doha den Qatar Athletic Super Grand Prix 2008 am 9. Mai, beim IAAF Grand Prix Meeting in Eugene den Prefontaine Classic am 8. Juni sowie bei den zwei Golden League Meetings DKB-ISTAF in Berlin am 1. Juni und Bislett Games in Oslo am 6. Juni absagen.
Ende Mai verlor Powell seinen Weltrekord. Ausgerechnet ein Landsmann, der Jamaikaner Usain Bolt, nahm ihm den Weltrekord, als dieser beim IAAF Grand Prix Meeting in New York City den Reebok Grand Prix am 31. Mai 2008 eine Zeit von 9,72 s lief. Relativ spät stieg Powell dann wieder in die Leichtathletik-Saison 2008 ein. Zum ersten Mal nach der zweimonatigen Verletzungspause, ging er als Gaststarter bei den Landesmeisterschaften von Trinidad und Tobago in Port of Spain am 21. Juni 2008 an den Start. Dort lief Powell im Halbfinallauf, bei strömendem Regen, die schnellste Zeit von 9,96 s und verzichtet danach auf einen Einsatz im Finallauf. Sechs Tage später startet Powell bei der jamaikanischen Landesmeisterschaften, die gleichzeitig die Qualifikation für die Olympischen Spiele waren. In der ersten Runde lief Powell eine Zeit von 9,90 s trotz eines lockeren Auslaufens und bestätigte so seine gute Form. Im Finallauf einen Tag später, kam es dann zu einem Aufeinandertreffen von Powell und dem neuen Weltrekordhalter Bolt. Bolt gewann diesen Lauf in 9,85 s, vor Powell der etwa 30 Meter vor dem Ziel das Tempo rausnahm und gemächlich in 9,97 s ins Ziel eintrudelte.
Seinen nächsten Start hatte Powell beim Golden League Meeting in Rom der Golden Gala am 11. Juli 2008. Dort musste er im Ausscheidungsrennen für das Finale wegen Leistenbeschwerden aufgeben. Beim IAAF Super Grand Prix Meeting in Stockholm den DN Galan am 22. Juli 2008, gab es das Duell Powell gegen Bolt. Durch einen guten Start gewann Powell das Rennen in 9,88 s, hauchdünn mit einer Hundertstelsekunde Vorsprung vor Bolt. Powell siegte außerdem beim IAAF Super Grand Prix Meeting in London den Aviva London Grand Prix am 25. Juli 2008. In diesem Meeting sollte es zu einem Aufeinandertreffen mit dem Weltmeister Tyson Gay kommen, der seinen Start verletzungsbedingt absagen musste. Seinen letzten 100-Meter-Lauf vor den Olympischen Spielen absolvierte Powell beim IAAF Super Grand Prix Meeting in Monaco dem Herculis am 29. Juli 2008. Powell erzielte dort eine Saisonbestzeit von 9,82 s bei Windstille.
Bei den Olympischen Spielen in Peking verzichtete Powell auf einen Start über die von ihm ungeliebte 200-Meter-Distanz und startete im Gegensatz zu seinem Konkurrenten Bolt lediglich über die 100 Meter und in der 4-mal-100-Meter-Staffel. Im Einzelrennen musste er sich mit einer Zeit von 9,95 s mit Platz 5 zufriedengeben, während Bolt den Weltrekord auf 9,69 s verbesserte. In der Staffel jedoch konnte er als Schlussläufer mit Jamaika und gemeinsam mit Bolt seinen langersehnten ersten großen Titel überhaupt gewinnen und wurde in neuer Weltrekordzeit von 37,10 s Olympiasieger. Die Medaille wurde der jamaikanischen Staffel im Januar 2017 nachträglich vom IOC aberkannt, nachdem Nachtests Dopingmissbrauch bei Startläufer Carter nachgewiesen hatten. Mit 8,70 s für seine 100 Meter war Powell die bis dato schnellste jemals gemessene Zeit über diese Distanz gelaufen.
Am 2. September 2008 lief er an der Athletissima in Lausanne mit 9,72 s das viertschnellste 100-Meter-Rennen aller Zeiten.

### 2009
Am 31. Januar startete Powell beim Grace Jackson Invitational in Kingston in die Saison, dort lief er über die 400-Meter-Distanz 47,75 s und gewann seinen Lauf. Am 14. Februar nahm er für sein MVP Team an zwei Staffeln als Schlussläufer teil. Die 4-mal-100-Meter-Staffel gewann der MVP Track & Field Club in 38,72 s, ebenso die 4-mal-400-Meter-Staffel. Bei den Sydney Track Classics gewann er mit der jamaikanischen Staffel in 38,62 s und wenig später stellte er mit 45,94 s eine neue persönliche Bestleistung über 400 Meter auf.
Fünf Tage darauf startete er bei den Melbourne Track Classic erstmals über 100 Meter. Mit einer Weltjahresbestleistung von 10,23 s gewann er souverän.
Die Teilnahmen für die nächsten Meetings in Philadelphia und Doha musste er absagen, da er von Problemen mit dem Fußgelenk geplagt wurde.
Bei dem Reebok Grand Prix in New York – seinem ersten Wettkampf seit der Verletzung – zeigte er sich mit 10,10 s noch nicht in bester Verfassung. Auch am 7. Juni schaffte er es in Eugene trotz eines zweiten Platzes nicht unter 10 Sekunden zu rennen. Am 27. Juni qualifizierte er sich bei den jamaikanischen Meisterschaften hinter Usain Bolt für die Weltmeisterschaften 2009. Die Bislett Games in Oslo und das Athletissima in Lausanne gewann er jeweils in 10,07 s. Am 10. Juli lief er in Rom mit 9,88 s zwar eine neue Saisonbestleistung, musst sich aber Tyson Gay geschlagen geben.
Bei den Weltmeisterschaften qualifizierte er sich souverän für das Finale, doch auch hier reichte eine erneute Steigerung zu 9,84 s nicht zum Sieg. Bolt lief mit 9,58 s eine Weltrekordzeit und Gay kam mit 9,71 s ebenfalls vor ihm ins Ziel. Am 24. August gewann er zusammen mit Steve Mullings, Michael Frater und Usain Bolt Staffelgold mit einer Zeit von 37,31 s.
Bei der Weltklasse Zürich vier Tage später musste er sich mit 9,88 s erneut Bolt geschlagen geben. Am 4. September gewann er in 9,90 s vor Tyson Gay das Memorial Van Damme. Es folgten ein Sieg in Rieti, ein zweiter Platz gegen Gay in Thessaloniki und am 15. September mit 9,82 s eine neue Saisonbestzeit in Szczecin. Seine Saison beendete er beim Shanghai Golden Grand Prix mit einem zweiten Platz hinter Tyson Gay in 9,85 s.

### 2010

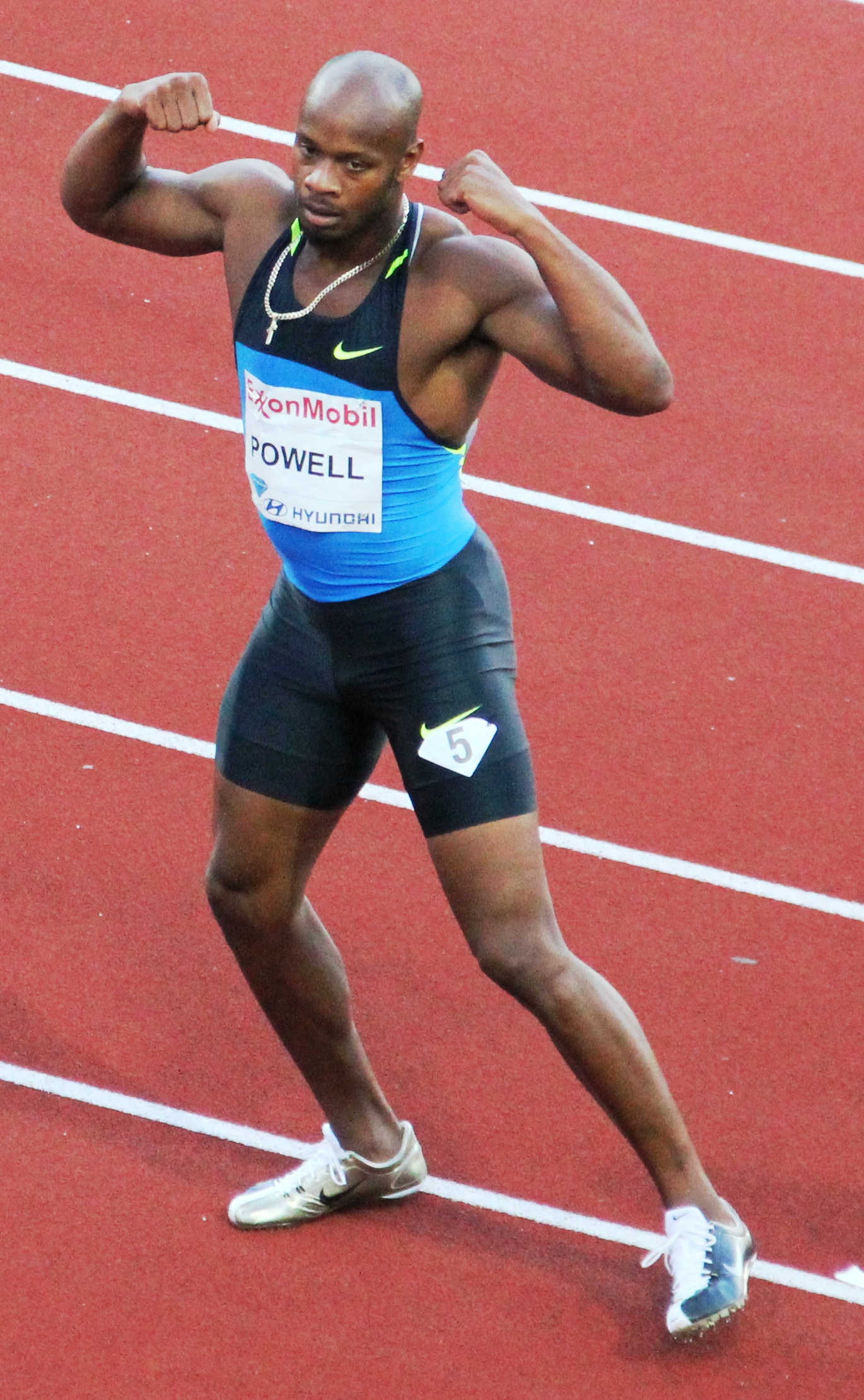
Asafa Powell bei den Bislett Games

In diesem Jahr lief er nur fünfmal bei zugelassenem Wind unter 10 Sekunden, konnte aber zu Beginn des Jahres die drei Diamond-League-Meetings in Doha, Rom und Oslo gewinnen. Lediglich in Paris und Birmingham musste er sich Usain Bolt und Tyson Gay geschlagen geben. Seine 9,72 s bei den Bislett Games in Oslo wurden wegen zu starken Rückenwindes nicht als Weltjahresbestleistung anerkannt.

### 2011
Am 16. April startete Asafa Powell seine Saison mit einem 200-Meter-Lauf in Kingston – eine für ihn eher ungewöhnliche Distanz – bei dem er hinter Yohan Blake und Daniel Bailey auf den dritten Platz kam.
Im Mai lief er bei dem Shanghai Grand Prix zum ersten Mal im Jahr unter die 10-Sekunden-Marke und gewann mit 9,95 s souverän. Bei seiner nächsten Diamond-League-Teilnahme in Rom musste er sich allerdings mit einem Rückstand von zwei Hundertstelsekunden seinem jamaikanischen Kollegen Usain Bolt geschlagen geben.
Erst bei dem siebten Diamond-League-Meeting am 30. Juni in Lausanne gewann er wieder und stellte bei 1,0 Meter pro Sekunde Rückenwind die neue Weltjahresbestleistung von 9,78 s auf.
Eine Woche zuvor hatte er außerdem zum fünften Mal die 100-Meter bei den Leichtathletik-Meisterschaften von Jamaika gewonnen. Er lief bei Gegenwind von 1,8 m/s 10,08 s und verwies damit Yohan Blake und Steve Mullings auf die Plätze. Das erhoffte Duell von ihm und Usain Bolt blieb aber aus.
Am 10. Juli sicherte er sich den 100-Meter-Sieg beim Diamond-League-Meeting in Birmingham. Er lief die Strecke in 9,91 s und gewann damit vor Nesta Carter und Michael Frater.
Als Weltjahresbester sagte Asafa Powell seinen 100-Meter-Start bei den Weltmeisterschaften in Daegu wegen einer Verletzung ab. Am 25. August bestätigte Kollege Michael Frater den Rückzug vor Journalisten. Zuvor hatte Powell bei einer Pressekonferenz des jamaikanischen Verbandes überraschend gefehlt. Er kündigte jedoch an, bei den Olympischen Spielen 2012 in London wieder erstarkt zurückzukommen.
Bei der Weltklasse Zürich, Powells erstem Wettkampf seit seiner Verletzung, lief er mit 9,95 s auf den zweiten Platz, konnte sich aber den Sieg der Gesamtwertung der Diamond League sichern und erhielt eine Prämie von 40.000 Dollar.

### 2012

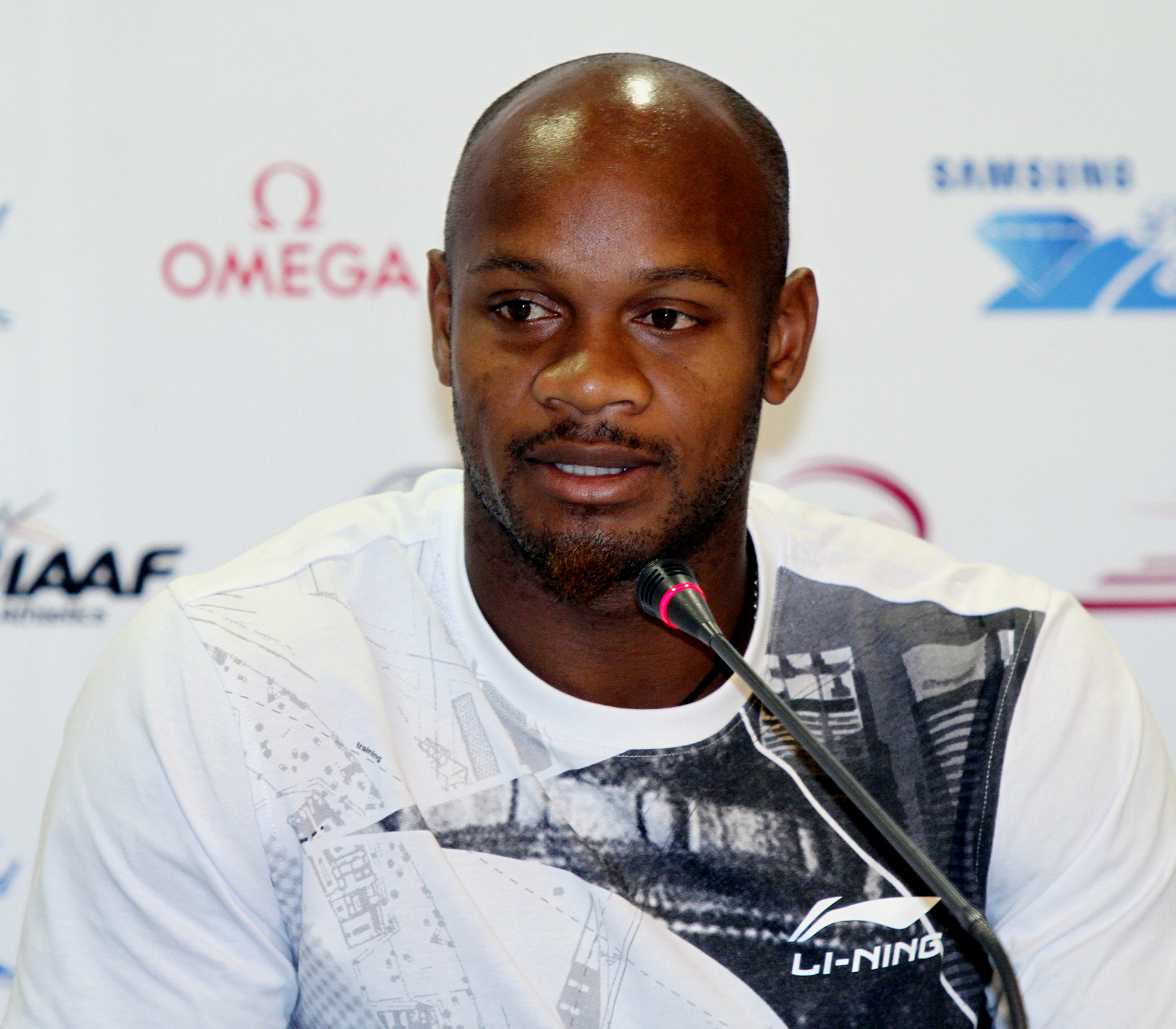
Asafa Powell (2012)

Im Januar startete er zum ersten Mal seit acht Jahren mit einem Hallenwettkampf in die neue Saison. Im New Yorker Madison Square Garden gewann er vor seinem Landsmann Nesta Carter die 50-Meter-Distanz mit der damals schnellsten Zeit seit 2005: 5,64 s. In Birmingham lief er im Februar mit 6,50 s über die 60 Meter nur auf den dritten Platz hinter Lerone Clarke und Nesta Carter. Über beide Distanzen stellte er damit neue persönliche Bestleistungen auf. Im März verkündete er außerdem die Teilnahme an den beiden Diamond-League-Meetings in Rom und Oslo, wo er auf den Weltrekordler Usain Bolt treffen sollte.
Mitte April nahm er an den UTech Classics im Nationalstadion von Kingston teil. Mit seiner Staffel kam er mit 38,27 s auf den zweiten Platz.
Seine erste Saisonniederlage erlitt er beim ersten Diamond-League-Meeting in Doha: Mit 9,88 s war er eine Hundertstelsekunde langsamer als der US-Amerikaner Justin Gatlin und kam somit nur auf den zweiten Platz vor Lerone Clarke. Eine Woche später am 19. Mai verteidigte er seinen Titel beim Golden Grand Prix in Shanghai. Bei leichtem Gegenwind kam er mit 10,02 s vor Rodgers und Carter ins Ziel. In Rom musste er sich wie im Vorjahr Usain Bolt geschlagen geben. Mit 9,91 s kam er als Zweiter ins Ziel und konnte damit die Führung in der Diamond-League-Wertung weiter ausbauen. Auch am 7. Juni beim fünften Diamond-League-Meeting wurde er nur Zweiter hinter Bolt. Diesmal wurde er allerdings erst auf den letzten Metern überholt und war mit 9,85 s nur 6 Hundertstelsekunden langsamer als sein Landsmann. Bei den Jamaican Trials qualifizierte er sich als Dritter für die Olympischen Spiele in London. Nach einem starken Start kam er mit 9,88 s hinter Blake und Bolt ins Ziel. Seinen Start bei dem Diamond League Meeting in London sagte er kurzfristig ab, „er habe Schmerzen in der Leistengegend und wolle kein Risiko eingehen“. Als Erster seines Laufes in Runde 1 und mit 9,94 s als Dritter seines Laufes im Halbfinale qualifizierte er sich fürs Finale der Olympischen Spiele. Dort konnte er zwar die ersten 50 Meter mit den Favoriten mithalten, verkrampfte sich dann aber und musste seinen Sprint abbrechen. Mit 11,99 s kam er als Letzter ins Ziel und blieb so auch bei seiner dritten Olympiateilnahme ohne Einzelmedaille. Seinen Start für die 4-mal-100-Meter-Staffel sagte er verletzungsbedingt ab, im 100-Meter-Finale hatte er sich eine Adduktorenverletzung im linken Bein zugezogen. Danach musste er seine Saison vorzeitig beenden.

### 2013
Am 10. Februar lief er bei den Milo Western Relays in Montego Bay zusammen mit seinen Teamkollegen von MVP Winston Barnes, Nesta Carter und Roman Nichol im Staffelwettbewerb mit 38,62 s auf den ersten Platz.
Am 30. März legte er seinen ersten Einzelstart nach seiner Verletzung im August 2012 hin. Beim traditionsreichen Rasenrennen Australia Post Stawell Gift, bei dem sich die Teilnehmer ihre Startblöcke in einer Entfernung zwischen 110 und 120 Meter zum Ziel aufstellen können, trat er in den Vorläufen als Einziger über die kompletten 120 Meter an. Mit 12,32 s kam er in seinem Lauf als Dritter ins Ziel, er zog sich allerdings eine Oberschenkel-Verhärtung zu und sagte deshalb für das Halbfinale und später auch für ein Meeting in Melbourne ab. Mitte Mai gab er bei einem lokalen Meeting in Kingston sein Comeback, um die eigene Form zu testen, brach dann aber wegen Schmerzen im Oberschenkel den Sprint nach 30 Metern ab.
Im Juni startete er dann bei den jamaikanischen Meisterschaften, um sich für die WM in Moskau zu qualifizieren. Bei dem ersten ernsteren Wettkampf nach seiner Verletzung kam er am 20. Juni zunächst mit 10,02 s entspannt als Erster seines Vorlaufes ins Ziel. Im Halbfinale einen Tag später war ihm die monatelange Verletzung anzumerken, mit Problemen qualifizierte er sich mit 10,05 s für das Finale. Hier konnte er vom Start an nicht mit den anderen Favoriten mithalten und wurde schließlich mit 10,22 s enttäuscht Siebter.
Am 27. Juni startete er beim Ostrava Golden Spike. Beim ersten Lauf beging Kemar Hyman einen Frühstart, der Schuss wurde jedoch vom Großteil des Teilnehmerfeldes überhört, weshalb Powell die vollen 100 Meter sprintete und nach 9,97 s zunächst den Sieg für sich beanspruchte. Beim Wiederholungslauf gewann er dann ebenfalls, dieses Mal in 10,06 s. Seine erste offizielle Zeit unter 10 Sekunden lief er am 4. Juli in Lausanne. Mit 9,88 s wurde er Zweiter hinter Tyson Gay.
Am 14. Juli 2013 wurde bekannt, dass Powell bei einer A-Probe positiv auf das Stimulanz Oxilofrin getestet wurde. Der Sprinter gab an, dass die Probe von den jamaikanischen Meisterschaften im Juni stamme. Nachdem er vom jamaikanischen Verband zunächst für 18 Monate gesperrt worden war, reduzierte der Internationale Sportgerichtshof die Sperre im Juli 2014 auf sechs Monate.

### 2014
Sein Comeback nach seiner erzwungenen Auszeit gab er beim Luzerner Spitzen Meeting. Mit 10,30 s blieb er zumindest hinter den Erwartungen der Öffentlichkeit zurück und belegte den vierten Platz in seinem Lauf. Seine Saisonbestleistung konnte er in den nächsten beiden Rennen auf 10,15 s in Heusden-Zolder und 10,02 s in Belém verbessern, womit er sich wieder den Top Ten der Welt nähern konnte. Mit 9,87 s bei einem kleinen Meeting in Austin katapultierte er sich auf Rang 3 der Weltjahresbestenliste. Innerhalb von elf Tagen trat er zum Saisonabschluss bei zwei IAAF-World-Challenge-Meetings und zwei Diamond-League-Meetings an. In Zürich und Zagreb lief er jeweils 10,07 s, in Brüssel und Rieti blieb er unter 10 Sekunden, wodurch er trotz einer sehr kurzen Saison einige der schnellsten Zeiten des Jahres laufen konnte.

### 2015

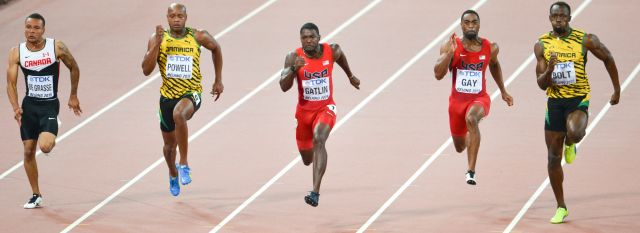
Powell (Zweiter von links) im 100-Meter-Finale der Weltmeisterschaften 2015

Mit einem Auftakt von 9,84 s beim IAAF World Challeng Meetings in Kingston sorgte Powell schon früh für Aufsehen. Seine starke Frühform konnte er später bestätigen. Erst sicherte er sich bei den nationalen Meisterschaften mit 9,84 s den Sieg und die Teilnahme an den Weltmeisterschaften in Peking, dann siegte er beim Pariser Meeting Areva in 9,81 s und in Luzern und Bellinzona in jeweils 9,87 s. Dies veranlasste ihn und seinen Trainer dazu, ihm Chancen auf seine erste Einzelgoldmedaille einzuräumen. Im Vorlauf und Halbfinale der Weltmeisterschaften präsentierte sich Powell mit 9,95 s und 9,97 s souverän. Im Finale wurde er in 10,00 s enttäuscht Siebter. Sechs Tage darauf stand er als zweiter Läufer der 4-mal-100-Meter-Staffel in der Besetzung Carter, Powell, Ashmeade und Bolt im Finale. Die in der letzten Kurve noch führenden US-Amerikaner nahmen sich mit einem Wechselfehler die Chance auf den Sieg, sodass Powell seine zweite Goldmedaille nach dem Staffelgold in Berlin 2009 gewinnen konnte.

### 2016

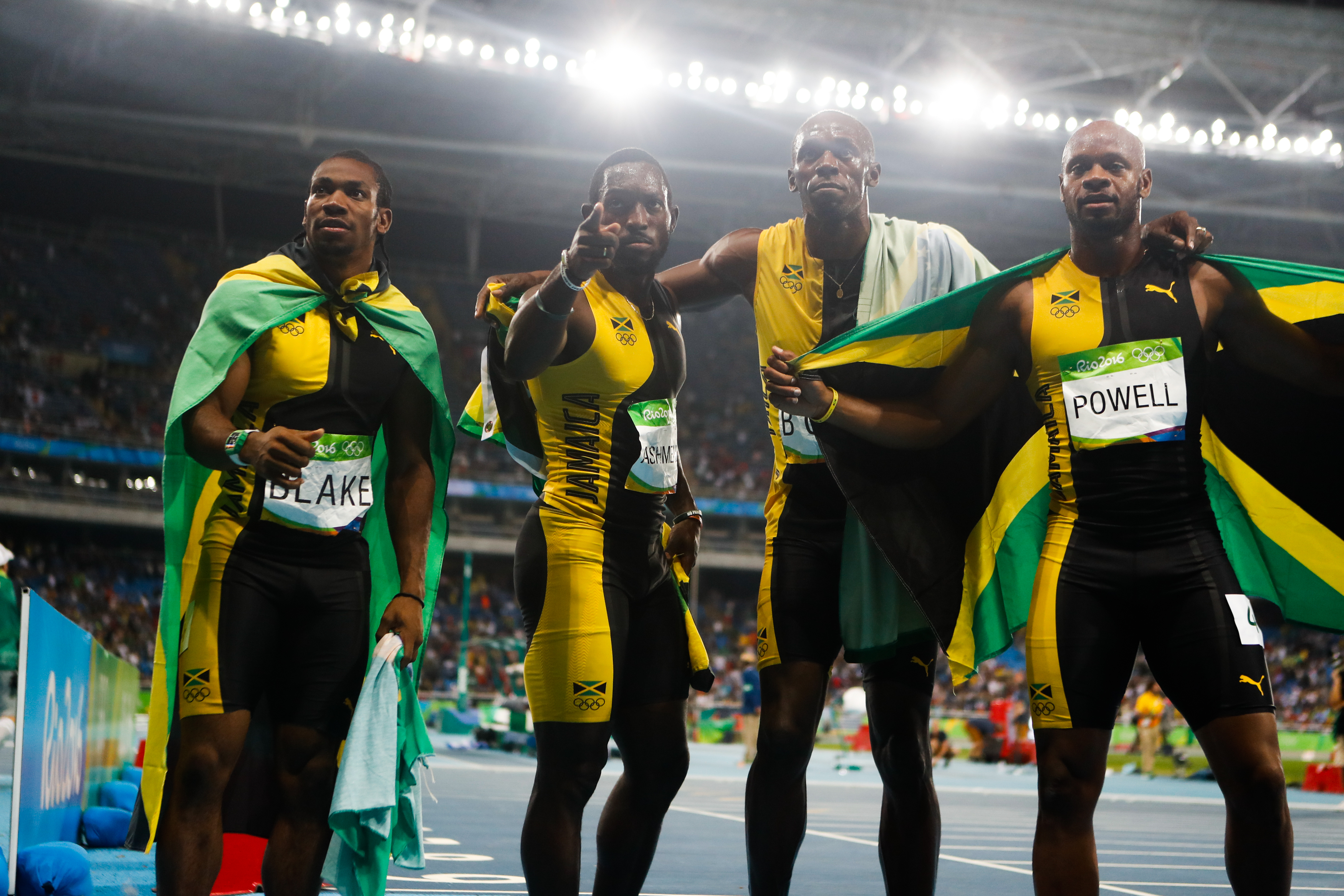
Powell nach Goldgewinn mit der Staffel bei Olympia 2016

Zwei Hallenwettkämpfe in den USA, seinem neuen Trainingsstandort, brachten Powell mit 6,49 s vorübergehend an die Spitze der Weltjahresbestenliste über 60 Meter. Bei den Hallenweltmeisterschaften in Portland lief er im Vorlauf und Halbfinale jeweils 6,44 s – die schnellste Zeit seit sieben Jahren und nur fünf Hundertstelsekunden über Greenes Weltrekord. Im Finale ließ er abermals seine Lockerheit vermissen und wurde hinter Trayvon Bromell nur Zweiter in 6,50 s.
Bei den jamaikanischen Meisterschaften verpasste er als Vierter eine Qualifikation für die Olympischen Spiele in Rio de Janeiro. Für die Staffel galt er aber nach wie vor als gesetzt. Vor den Olympischen Spielen absolvierte er noch zwei Rennen, in Székesfehérvár und Houston, die er mit 9,92 s und 10,05 s beendete. In 37,27 s gewann er in Rio de Janeiro mit der Staffel aus Yohan Blake, Nickel Ashmeade und Usain Bolt wie schon 2008 in Peking die olympische Goldmedaille.

## Doping

### Überführung und Prozesse
Am 14. Juli 2013 wurde öffentlich, dass Powell bei einer A-Probe im Juni positiv auf ein Dopingpräparat getestet wurde. Im Zuge der Kontrollen wurden vier weitere Teamkollegen, unter ihnen die Sprinterin Sherone Simpson, des Dopings überführt. Beim verbotenen Mittel soll es sich laut seinem Manager Paul Doyle um das Stimulanz Oxilofrin handeln, was später offiziell bestätigt wurde. In einer Stellungnahme bestritt Powell, die Substanz vorsätzlich eingenommen und wissentlich gedopt zu haben. Entgegen ersten Berichten der jamaikanischen Zeitung The Gleaner soll sein Konditionstrainer Christopher Xuereb bei einer Razzia im italienischen Trainingslager des Vereins nicht von der Polizei in Rom festgenommen worden sein. Powell hatte der Polizei zuvor Mittel überreicht, die ihm der Trainer gegeben haben soll. Der Fitnesstrainer Xuereb bestritt die Vorwürfe von Powells Manager Paul Doyle, er habe seinen Athleten mit illegalen Substanzen versorgt. Er warf Powell und der ebenfalls gedopten Sherone Simpson vor, einen Sündenbock zu suchen. Powells Trainer Steven Francis kritisierte nicht nur den Konditionstrainer, sondern auch den Manager Paul Doyle und seinen Athleten selber. Er warf ihm Alleingängertum und Kontakte zu den falschen Personen vor, wie zum Beispiel dem Mediziner Anthony Galea, den Powell vor den Olympischen Spielen 2012 in Toronto auf Anraten seines Agenten aufgesucht hatte. Galea hatte 2011 falsch ausgezeichnete Medikamente – zum Beispiel Wachstumshormone – in die USA eingeführt. In einer Pressekonferenz am 24. Juli betonte Powell erneut, nur aufgrund von verseuchten Nahrungsergänzungsmitteln positiv getestet worden zu sein, und dementierte Gedanken an ein Karriereende.
Die Analyse der B-Probe fiel ebenfalls positiv aus, wie die jamaikanische Anti-Doping-Agentur JADCO am 6. September meldete.
Bei der ersten Anhörung vor der Antidoping-Kommission am 14. Januar 2014 erklärte er erneut, die Nahrungsergänzungsmittel von Xuereb erhalten und die JADCO aus Unwissenheit über die Namen der meisten Produkte nicht in Kenntnis gesetzt zu haben. Die Prozessweiterführung wurde auf den 12. Februar und schließlich den 26. Februar vertagt, wo seine Anwälte ihre letzte Verteidigung vorbrachten. Am 10. April 2014 wurde schließlich das Urteil gefällt. Demnach wurde Powell aufgrund fahrlässigen Handelns für schuldig befunden und rückwirkend für 18 Monate gesperrt, womit er erst nach dem 20. Dezember 2014 wieder an Wettkämpfen teilnehmen konnte. Der Sprinter kündigte an, die Entscheidung nicht zu akzeptieren und vor den Sportgerichtshof CAS zu ziehen. Dieser erteilte Powell im Juni eine vorübergehende Starterlaubnis, ehe seine Sperre am 14. Juli auf sechs Monate reduziert wurde.
Ferner forderte sein Coach Francis ihn im August 2013 auf, den MVP Track Club zu verlassen oder den Vertrag mit dem Manager Paul Doyle zu beenden. Powell entschied sich die Zusammenarbeit mit Doyle fortzusetzen und trainiert seitdem mit seinem Bruder Donovan in den USA.

### Reaktion der Öffentlichkeit
Bereits am 18. Juli 2013 folgten erste Konsequenzen. Sein Ausrüster und Hauptsponsor Li-Ning kündigte den gemeinsamen Vertrag mit sofortiger Wirkung.
Die Bekanntmachung Powells positiver Dopingproben fiel mit der des US-amerikanischen Sprinters Tyson Gay zusammen. Dessen Proben stammen von einer Kontrolle im Training. Da beide als feste Größen in der Leichtathletikwelt galten, wurde die Glaubwürdigkeit des Sports stark beschädigt. Sportler wie der deutsche Stabhochspringer Raphael Holzdeppe forderten lebenslange Sperren und die deutsche Sprintlegende Armin Hary sprach sogar von einer Annullierung aller Sprintweltrekorde.

## Körperliche Voraussetzungen und Laufstil
Powell ist 1,90 m groß und wiegt 88 kg. Sein für seine Größe unüblich explosiver Start, gepaart mit einer kurzen Reaktionsdauer – mit durchschnittlich 14 Hundertstelsekunden liegt er unter dem Durchschnitt – sorgt dafür, dass er in vielen Rennen vom Start weg führt. Seine langen Beine verschaffen ihm dann einen mechanischen Vorteil, seine maximale Schrittlänge liegt bei 2,60 Metern. Trotzdem liegt seine Stärke mehr in der Schrittfrequenz als in der Schrittlänge. Viele vergleichbar schnelle, kleinere Sprinter erreichen höhere Maximalschrittlängen. Beim Laufen – vor allem beim Start – setzt Powell im Gegensatz zu den meisten anderen Sprintern den Mittelfuß auf den Boden, um die maximale Abstoßkraft zu sammeln. Während der 10 Meter Startphase beträgt sein durchschnittlicher Bodenkontakt pro Schritt 19 Hundertstelsekunden, was extrem viel für einen Sprinter ist. Dadurch beschleunigt er nach dem ersten Bodenkontakt auf 10,5 Kilometer pro Stunde und ist damit meist schneller als alle Konkurrenten. Damit er aber durch seine langen Bodenkontakte nicht wertvolle Hundertstelsekunden verliert, hält er die Rückhol- und Vortrittphase der Beine möglichst kurz. Diese Technik wird als extrem schwer angesehen und um sie zu beherrschen, muss man enorme Kräfte aufbringen. Sein Musculus psoas major, der für das Anheben des Beines für den nächsten Schritt zuständig ist, hat bei ihm eine Querschnittsfläche, die viermal größer ist als normal. Zusätzlich sind seine Sehnen extrem hart: Normalerweise benötigt ein erwachsener Mann 43 Kilogramm Muskelkraft, um die Sehnen auch nur einen Zentimeter zu dehnen, Powell jedoch 114 Kilogramm. Diese harten Sehnen sorgen dafür, dass die Kraft, die elastisch gelagert wird, bei jedem Schritt freigesetzt wird. Seine Höchstgeschwindigkeit erreicht Asafa Powell normalerweise bei circa 60 Metern; seine nach dem Start zunehmende Schrittfrequenz reicht fast an fünf Schritte pro Sekunde.
Wenn er unter Druck steht, leidet er bei wichtigen Wettkämpfen oftmals unter Koaktivierung und Verkrampfung während des Rennens, wie z. B. bei den Weltmeisterschaften 2007. Dort ließ er sich von Tyson Gay ablenken und geriet in Panik, seine Schrittlänge war 20 Zentimeter kürzer als sonst. Normalerweise kontrahieren die vorderen und hinteren Beinmuskeln abwechselnd, damals aber geschah beides gleichzeitig, da er versuchte, aus reiner Willenskraft schneller zu laufen, wobei sein Gehirn Signale von der Wirbelsäule störten. Auch beim Finale der Olympischen Spiele in London 2012 verkrampfte er mitten im Rennen und musste seinen Sprint abbrechen.

## Rekorde
Powell stellte neben seinen ehemaligen Weltrekorden auch andere Bestmarken über die 100 Meter auf. So absolvierte Powell schon 88 Läufe mit zulässigem Rückenwind unter 10 Sekunden, womit er vor Maurice Greene (53 mal) liegt. Auch die Marke von 9,9 Sekunden unterbot er mit bisher 41 Mal am häufigsten, gefolgt von Usain Bolt, dem dies neunundzwanzigmal gelang, und Tyson Gay, der neunzehnmal unter 9,9 Sekunden lief. Powell ist auch der erste Sprinter, der mehr als zehnmal unter 10 Sekunden in einer Saison (2006) lief. Am Ende der Saison 2004 hielt er noch zusammen mit Maurice Greene und Frank Fredericks den Rekord mit neun Läufen unter 10 Sekunden in einer Saison. Bis 2012 war er außerdem der Läufer mit den meisten Rennen unter 9,8 Sekunden was ihm bis dato acht Mal gelang, gefolgt von Usain Bolt und Tyson Gay, denen dies sieben Mal gelang. Dann wurde er allerdings von Bolt überholt, der nun auf elf Läufe kommt.
Mit 8,70 s für seine 100 Meter im 4-mal-100-Meter-Staffelfinale der Olympischen Spiele 2008 in Peking lief er außerdem die bis dato schnellste jemals gemessene Zeit über diese Distanz. Im Mai 2015 löste ihn auch in dieser Hinsicht Usain Bolt ab, indem dieser als Schlussläufer bei den World Relays seine 100 Meter in 8,65 s zurücklegte.

## Statistiken

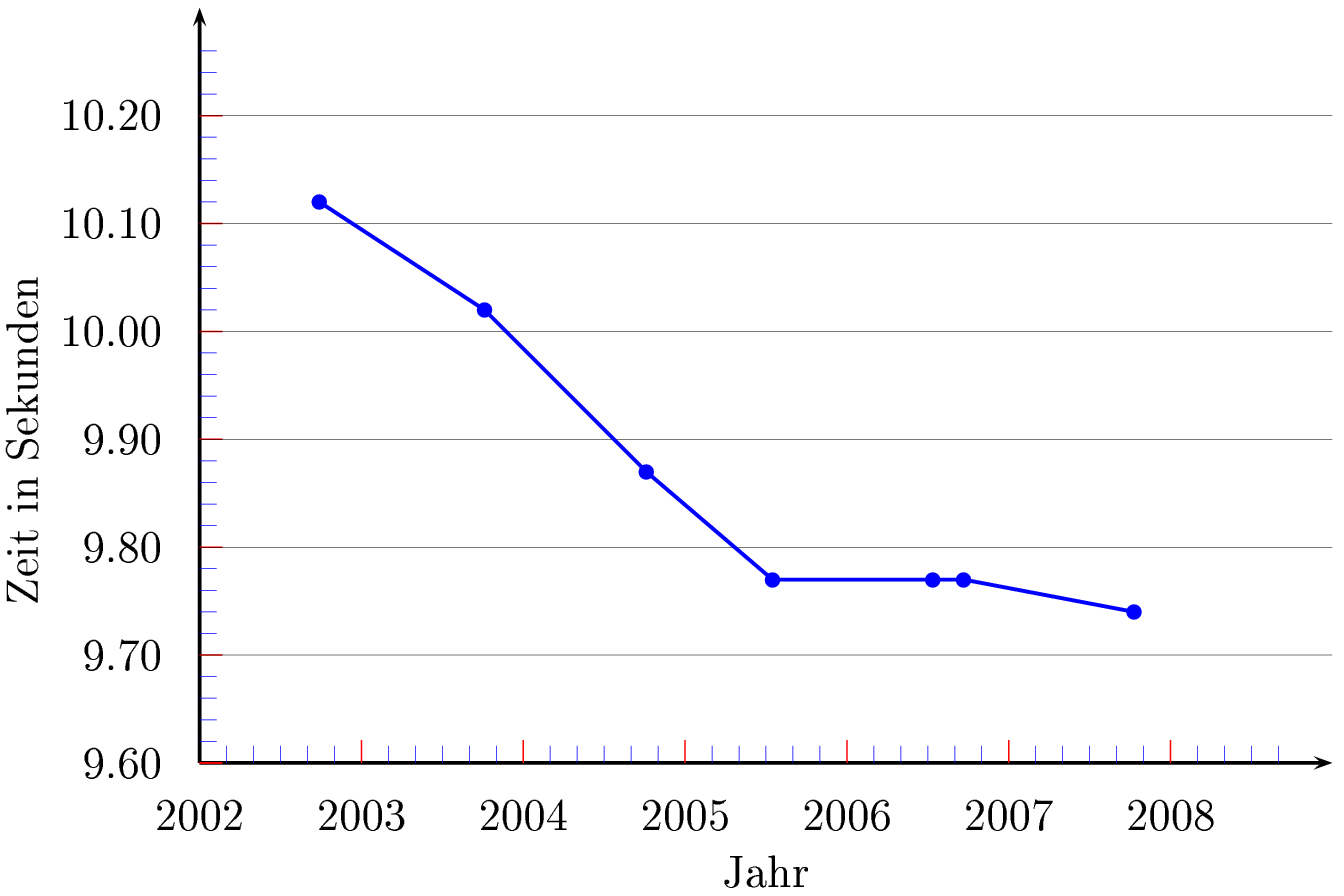
Entwicklung der persönlichen Bestleistung von Powell

| Disziplin        | Zeit               | Datum             | Ort           |
| ---------------- | ------------------ | ----------------- | ------------- |
| 50 Meter (Halle) | 5,64 s             | 28. Januar 2012   | New York City |
| 60 Meter (Halle) | 6,50 s             | 18. Februar 2012  | Birmingham    |
| 100 Meter        | 9,72 s (+0,2 m/s)  | 2. September 2008 | Lausanne      |
| 200 Meter        | 19,90 s (+1,3 m/s) | 25. Juni 2006     | Kingston      |
| 400 Meter        | 45,94s             | 28. Februar 2009  | Sydney        |

| Jahr | Zeit  | Wind | Ort       | Datum         |
| ---- | ----- | ---- | --------- | ------------- |
| 2002 | 10,12 | 1,3  | Rovereto  | 28. Aug. 2002 |
| 2003 | 10,02 | 0,8  | Brüssel   | 5. Sep. 2003  |
| 2004 | 9,87  | 0,2  | Brüssel   | 3. Sep. 2004  |
| 2005 | 9,77  | 1,6  | Athen     | 14. Juni 2005 |
| 2006 | 9,77  | 1,5  | Gateshead | 11. Juni 2006 |
| 2006 | 9,77  | 1,0  | Zürich    | 18. Aug. 2006 |
| 2007 | 9,74  | 1,7  | Rieti     | 9. Sep. 2007  |
| 2008 | 9,72  | 0,2  | Lausanne  | 2. Sep. 2008  |

| Jahr | Wettkampf                           | Ort         | Datum         | Resultat | Disziplin | Zeit in Sekunden |
| ---- | ----------------------------------- | ----------- | ------------- | -------- | --------- | ---------------- |
| 2002 | 17. Commonwealth Games              | Manchester  | 27. Juli 2002 | 4. (HF2) | 100 m     | 10,26 (+0,8 m/s) |
| 2003 | 9. Weltmeisterschaften              | Paris       | 24. Aug. 2003 | 1. (AR9) | 100 m     | 10,05 (+0,9 m/s) |
| 2003 | 1. IAAF Weltfinal                   | Monte-Carlo | 13. Sep. 2003 | 8. (F)   | 100 m     | 10,23 (+1,9 m/s) |
| 2004 | 10. Hallenweltmeisterschaften       | Budapest    | 5. März 2004  | 5. (HF2) | 60 m      | 6,71             |
| 2004 | XXVIII. Olympischen Spiele          | Athen       | 22. Aug. 2004 | 5. (F)   | 100 m     | 9,94 (+0,6 m/s)  |
| 2004 | XXVIII. Olympischen Spiele          | Athen       | 25. Aug. 2004 | 4. (HF2) | 200 m     | 20,56 (+0,2 m/s) |
| 2004 | 2. IAAF Weltfinal                   | Monte-Carlo | 18. Sep. 2004 | 1. (F)   | 100 m     | 9,98 (−1,6 m/s)  |
| 2004 | 2. IAAF Weltfinal                   | Monte-Carlo | 19. Sep. 2004 | 1. (F)   | 200 m     | 20,06 (+0,7 m/s) |
| 2005 | Athens Super Grand Prix Tsiklitiria | Athen       | 14. Juni 2005 | 1. (F)   | 100 m     | 9,77 (+1,6 m/s)  |
| 2006 | 18. Commonwealth Games              | Melbourne   | 20. März 2006 | 1. (F)   | 100 m     | 10,03 (+0,9 m/s) |
| 2006 | 18. Commonwealth Games              | Melbourne   | 25. März 2006 | 1. (F)   | 4 × 100 m | 38,36            |
| 2006 | Norwich Union British Grand Prix    | Gateshead   | 11. Juni 2006 | 1. (F)   | 100 m     | 9,77 (+1,5 m/s)  |
| 2006 | Weltklasse Zürich                   | Zürich      | 18. Aug. 2006 | 1. (F)   | 100 m     | 9,77 (+1,0 m/s)  |
| 2006 | 4. IAAF Weltfinal                   | Stuttgart   | 9. Sep. 2006  | 1. (F)   | 100 m     | 9,89 (+0,9 m/s)  |
| 2007 | 11. Weltmeisterschaften             | Osaka       | 26. Aug. 2007 | 3. (F)   | 100 m     | 9,96 (−0,5 m/s)  |
| 2007 | 11. Weltmeisterschaften             | Osaka       | 1. Sep. 2007  | 2. (F)   | 4 × 100 m | 37,89 (NR)       |
| 2007 | 37. IAAF Rieti Grand Prix           | Rieti       | 9. Sep. 2007  | 1. (AR2) | 100 m     | 9,74 (+1,7 m/s)  |
| 2007 | 5. IAAF Weltfinal                   | Stuttgart   | 22. Sep. 2007 | 1. (F)   | 100 m     | 9,83 (−0,3 m/s)  |
| 2008 | XXIX. Olympischen Spiele            | Peking      | 16. Aug. 2008 | 5. (F)   | 100 m     | 9,95 (0,0 m/s)   |
| 2008 | XXIX. Olympischen Spiele            | Peking      | 22. Aug. 2008 | 1. (F)   | 4 × 100 m | 37,10            |
| 2008 | 6. IAAF Weltfinal                   | Stuttgart   | 22. Sep. 2008 | 1. (F)   | 100 m     | 9,87 (0,4 m/s)   |
| 2009 | 12. Weltmeisterschaften             | Berlin      | 16. Aug. 2009 | 3. (F)   | 100 m     | 9,84 (0,9 m/s)   |
| 2009 | 12. Weltmeisterschaften             | Berlin      | 24. Aug. 2009 | 1. (F)   | 4 × 100 m | 37,31 (CR)       |
| 2012 | XXX. Olympischen Spiele             | London      | 5. Aug. 2012  | 7. (F)   | 100 m     | 11,99 (1,5 m/s)  |
| 2015 | 15. Weltmeisterschaften             | Peking      | 23. Aug. 2015 | 7. (F)   | 100 m     | 10,00            |

| Abkürzungen: |   |                     |    |   |              |    |   |                          |
|              |   |                     |    |   |              |    |   |                          |
| AR           | = | Ausscheidungsrennen | NR | = | Landesrekord | CR | = | Weltmeisterschaftsrekord |
| HF           | = | Halbfinale          | WR | = | Weltrekord   |    |   |                          |
| F            | = | Finale              |    |   |              |    |   |                          |

| Ort       | RZ    | 10 m | 20 m | 30 m | 40 m | 50 m | 60 m | 70 m | 80 m | 90 m | 100 m |
| --------- | ----- | ---- | ---- | ---- | ---- | ---- | ---- | ---- | ---- | ---- | ----- |
| Rieti     | 0,137 |      | 2,88 | 3,79 | 4,65 | 5,49 | 6,32 | 7,15 | 7,98 | 8,84 | 9,74  |
| Athen     | 0,150 | 1,89 | 2,91 | 3,83 | 4,69 | 5,54 | 6,39 | 7,23 | 8,07 | 8,92 | 9,77  |
| Gateshead | 0,145 | 1,86 | 2,88 | 3,81 | 4,68 | 5,53 | 6,37 | 7,21 | 8,06 | 8,91 | 9,77  |
| Zürich    | 0,148 | 1,87 | 2,89 | 3,81 | 4,68 | 5,52 | 6,36 | 7,20 | 8,05 | 8,91 | 9,77  |

|  |

| Zeit (s) | Wind (m/s) | Datum         | Ort                                                   |
| -------- | ---------- | ------------- | ----------------------------------------------------- |
| 9,72     | 0,2        | 2. Sep. 2008  | Lausanne (Athletissima)                               |
| 9,74     | 1,7        | 9. Sep. 2007  | Rieti                                                 |
| 9,77     | 1,6        | 14. Juni 2005 | Athen, Olympiastadion                                 |
| 9,77     | 1,5        | 11. Juni 2006 | Gateshead                                             |
| 9,77     | 1,0        | 18. Aug. 2006 | Zürich (Weltklasse Zürich)                            |
| 9,77     | 0,9        | 7. Sep. 2008  | Rieti                                                 |
| 9,78     | 0,0        | 9. Sep. 2007  | Rieti                                                 |
| 9,78     | 1,0        | 30. Juni 2011 | Lausanne                                              |
| 9,81     | 1,3        | 4. Juli 2015  | Paris                                                 |
| 9,82     | 0,0        | 29. Juli 2008 | Monaco (Herculis)                                     |
| 9,82     | 0,6        | 10. Juni 2010 | Rom                                                   |
| 9,82     | 1,4        | 7. Sep. 2008  | Rieti                                                 |
| 9,82     | 1,4        | 15. Sep. 2009 | Szczecin                                              |
| 9,83     | −1,3       | 5. Sep. 2008  | Brüssel (Memorial Van Damme)                          |
| 9,83     | −0,5       | 27. Mai 2010  | Ostrava                                               |
| 9,83     | −0,3       | 22. Sep. 2007 | Stuttgart (IAAF World Athletics Final)                |
| 9,84     | −0,3       | 14. Sep. 2007 | Brüssel (Memorial Van Damme)                          |
| 9,84     | 0,9        | 16. Aug. 2009 | Berlin                                                |
| 9,84     | 0,9        | 26. Juni 2015 | Kingston                                              |
| 9,84     | 1,8        | 7. Mai 2005   | Kingston                                              |
| 9,84     | 1,8        | 9. Mai 2015   | Kingston                                              |
| 9,85     | 0,1        | 8. Juli 2006  | Paris (Meeting Gaz de France)                         |
| 9,85     | 0,5        | 14. Juli 2006 | Rom, Olympiastadion (Golden Gala)                     |
| 9,85     | 0,6        | 7. Juni 2012  | Oslo (Bislett Games)                                  |
| 9,85     | 0,6        | 9. Juni 2005  | Ostrava (Golden Spike)                                |
| 9,85     | 2,0        | 20. Sep. 2009 | Shanghai (Shanghai Golden Grand Prix)                 |
| 9,86     | −0,5       | 3. Sep. 2006  | Berlin, Olympiastadion (ISTAF)                        |
| 9,86     | 0,2        | 25. Juli 2006 | Stockholm, Olympiastadion (DN Galan)                  |
| 9,86     | 2,0        | 30. Juli 2011 | Budapest                                              |
| 9,87     | 0,0        | 14. Juli 2015 | Luzern                                                |
| 9,87     | 0,0        | 21. Juli 2015 | Bellinzona                                            |
| 9,87     | 0,2        | 3. Sep. 2004  | Brüssel (Memorial Van Damme)                          |
| 9,87     | 0,4        | 13. Sep. 2008 | Stuttgart (IAAF World Athletics Final)                |
| 9,87     | 0,7        | 31. Aug. 2008 | Gateshead                                             |
| 9,87     | 1,6        | 23. Aug. 2014 | Austin                                                |
| 9,88     | 0,0        | 28. Aug. 2009 | Zürich (Weltklasse Zürich)                            |
| 9,88     | 0,4        | 11. Mai 2012  | Doha                                                  |
| 9,88     | 0,4        | 22. Juli 2008 | Stockholm, Olympiastadion (DN Galan)                  |
| 9,88     | 0,4        | 10. Juli 2009 | Rom, Olympiastadion (Golden Gala)                     |
| 9,88     | 1,1        | 29. Juni 2012 | Kingston                                              |
| 9,88     | 1,2        | 27. Mai 2010  | Ostrava                                               |
| 9,88     | 2,0        | 4. Juli 2013  | Lausanne                                              |
| 9,89     | 0,9        | 9. Sep. 2006  | Stuttgart, Gottlieb-Daimler-Stadion (IAAF Weltfinale) |
| 9,89     | 1,1        | 17. Sep. 2008 | Stettin                                               |
| 9,90     | −0,4       | 4. Sep. 2009  | Brüssel, (Memorial Van Damme)                         |
| 9,90     | −0,2       | 12. Sep. 2009 | Thessaloniki                                          |
| 9,90     | 0,5        | 13. Juli 2007 | Rom, Olympiastadion (Golden Gala)                     |
| 9,90     | 0,6        | 24. Juni 2011 | Kingston                                              |
| 9,90     | 0,7        | 7. Sep. 2014  | Rieti                                                 |
| 9,90     | 1,0        | 27. Juni 2008 | Kingston                                              |
| 9,90     | 1,8        | 30. Juli 2011 | Budapest                                              |
| 9,91     | −0,6       | 28. Juli 2006 | London (Norwich Union London Grand Prix)              |
| 9,91     | −0,3       | 16. Juli 2010 | Paris                                                 |
| 9,91     | −0,3       | 30. Juli 2004 | London (Norwich Union London Grand Prix)              |
| 9,91     | −0,1       | 31. Mai 2012  | Rom                                                   |
| 9,91     | −0,1       | 27. Juni 2004 | Kingston                                              |
| 9,91     | 0,3        | 16. Aug. 2008 | Peking, Nationalstadion (XXIX. Olympischen Spiele)    |
| 9,91     | 0,4        | 10. Juli 2011 | Birmingham                                            |
| 9,92     | 1,4        | 9. Juli 2015  | Lausanne                                              |
| 9,92     | 1,5        | 29. Juni 2012 | Kingston                                              |
| 9,92     | 1,9        | 18. Juli 2016 | Székesfehérvár                                        |
| 9,93     | −0,5       | 6. Aug. 2004  | Zürich (Weltklasse Zürich)                            |
| 9,93     | 0,6        | 26. Mai 2011  | Rom (Golden Gala)                                     |
| 9,94     | −0,5       | 25. Juli 2008 | London (Norwich Union London Grand Prix)              |
| 9,94     | 0,6        | 22. Aug. 2004 | Athen, Olympiastadion                                 |
| 9,94     | 0,7        | 5. Aug. 2012  | London, Olympiastadion (XXX. Olympischen Spiele)      |
| 9,94     | 0,9        | 15. Juni 2007 | Oslo (Bislett Games)                                  |
| 9,95     | −0,6       | 6. Mai 2006   | Kingston                                              |
| 9,95     | −0,4       | 15. Aug. 2009 | Berlin                                                |
| 9,95     | −0,2       | 16. Aug. 2009 | Berlin                                                |
| 9,95     | −0,1       | 22. Aug. 2015 | Peking                                                |
| 9,95     | 0,0        | 16. Aug. 2008 | Peking, Nationalstadion (XXIX. Olympischen Spiele)    |
| 9,95     | 0,0        | 8. Sep. 2011  | Zürich, Weltklasse Zürich                             |
| 9,95     | 0,2        | 22. Aug. 2004 | Athen, Olympiastadion                                 |
| 9,95     | 0,3        | 15. Mai 2011  | Shanghai                                              |
| 9,95     | 0,6        | 5. Sep. 2014  | Brüssel                                               |
| 9,95     | 1,0        | 10. Juli 2011 | Birmingham                                            |
| 9,96     | −1,7       | 10. Juli 2010 | Birmingham                                            |
| 9,96     | −0,5       | 26. Aug. 2007 | Osaka (WM 2007)                                       |
| 9,96     | 0,3        | 8. Sep. 2015  | Zagreb                                                |
| 9,96     | 0,4        | 21. Juni 2008 | Port of Spain                                         |
| 9,96     | 1,6        | 2. Juni 2006  | Oslo (Bislett Games)                                  |
| 9,97     | −0,4       | 23. Aug. 2015 | Peking                                                |
| 9,97     | −0,2       | 28. Juni 2009 | Kingston                                              |
| 9,97     | −0,1       | 28. Juni 2008 | Kingston                                              |
| 9,97     | 0,5        | 29. Mai 2007  | Belgrad                                               |
| 9,98     | −1,6       | 18. Sep. 2004 | Monaco (IAAF Weltfinale)                              |
| 9,98     | −0,9       | 2. Juni 2006  | Oslo (Bislett Games)                                  |
| 9,98     | 0,4        | 10. Juli 2009 | Rom (Golden Gala)                                     |
| 9,98     | 1,0        | 25. Juni 2015 | Kingston                                              |
| 9,98     | 1,0        | 11. Juni 2016 | Kingston                                              |
| 9,98     | 1,9        | 14. Juni 2005 | Athen, Olympiastadion                                 |
| 9,99     | −1,5       | 6. Sep. 2009  | Rieti                                                 |
| 9,99     | −0,2       | 21. Aug. 2004 | Athen, Olympiastadion                                 |
| 9,99     | 0,3        | 25. Aug. 2006 | Brüssel (Memorial Van Damme)                          |
| 9,99     | 1,8        | 12. Juni 2004 | Kingston                                              |

| Doping |
| ------ |

| Veranstaltung                    | 2016 | 2015 | 2014 | 2013 | 2012 | 2011 | 2010 |
| -------------------------------- | ---- | ---- | ---- | ---- | ---- | ---- | ---- |
| Olympische Spiele                | -    | NA   | NA   | NA   | 7 F  | NA   | NA   |
| Weltmeisterschaften              | NA   | 7 F  | NA   | -    | NA   | -    | NA   |
| Diamond League in Doha           | NA   | -    | -    | -    | 2    | NA   | 1 F  |
| Diamond League in Shanghai       | -    | NA   | -    | NA   | 1    | 1    | NA   |
| Diamond League in Rom            | -    | -    | -    | -    | 2 F  | 2 F  | 1 F  |
| Diamond League in Eugene         | 2    | -    | -    | -    | -    | -    | NA   |
| Diamond League in Oslo           | -    | -    | -    | NA   | 2 F  | NA   | 1 F  |
| Diamond League in New York/Rabat | NA   | -    | -    | -    | -    | -    | -    |
| Diamond League in Saint-Denis    |      | 1    | -    | -    | -    | NA   | 2    |
| Diamond League in London         | -    | -    | -    | -    | -    | -    | -    |
| Diamond League in Monaco         | NA   | -    | NA   | -    | NA   | -    | NA   |
| Diamond League in Stockholm      | -    | -    | -    | NA   | -    | -    | -    |
| Diamond League in Lausanne       |      | 2    | -    | DOP  | -    | 1    | -    |
| Diamond League in Birmingham     | -    | -    | -    | -    | NA   | 1 F  | 2 F  |
| Diamond League Finale in Zürich  |      | NA   | 4    | -    | -    | 2 F  | -    |
| Diamond League Finale in Brüssel |      | 5    | 2    | -    | -    | -    | -    |
| Jamaikanische Meisterschaften    | 4 F  | 1 F  | -    | DOP  | 3 F  | 1 F  | -    |

| Veranstaltung                 | 2009 | 2008  | 2007 | 2006 | 2005  | 2004 | 2003   |
| ----------------------------- | ---- | ----- | ---- | ---- | ----- | ---- | ------ |
| Olympische Spiele             | NA   | 5 F   | NA   | NA   | NA    | 5 F  | NA     |
| Weltmeisterschaften           | 3 F  | NA    | 3 F  | NA   | -     | NA   | DSQ VF |
| IAAF Weltfinale               | 2    | 1     | 1    | 1    | -     | 1    | 7      |
| Golden League in Oslo         | 1 R1 | -     | 1 R1 | 1    | -     | -    | 7      |
| Golden League in Rom          | 2 F  | 5 HF1 | 1    | 1 R1 | -     | -    | 2 R2   |
| Golden League in Paris        | -    | -     | -    | 1 R1 | -     | -    | -      |
| Golden League in Zürich       | 2 F  | -     | -    | 1 R1 | -     | 1 R1 | -      |
| Golden League in Brüssel      | 1    | 2     | 1    | 1    | -     | 1    | 1      |
| Golden League in Berlin       | -    | -     | -    | 1    | -     | NA   | -      |
| Super Grand Prix in Doha      | -    | -     | -    | -    | -     | -    | NA     |
| Super Grand Prix in Monaco    | -    | 1 R1  | -    | -    | NA    | NA   | NA     |
| Super Grand Prix in Lausanne  | 1 R1 | 1     | -    | NA   | -     | 1    | -      |
| Super Grand Prix in Stockholm | 3 R1 | 1 R1  | 1 R1 | 1 R1 | -     | -    | -      |
| Super Grand Prix in London    | 5 F  | 1 F   | -    | 1 F  | DNF F | 1 F  | -      |
| Jamaikanische Meisterschaften | 2 F  | 2 F   | 1 F  | -    | 1 F   | 1 F  | 1 F    |

| Abkürzungen: |   |               |  |     |   |                   |
|              |   |               |  |     |   |                   |
| R            | = | Rennen        |  | F   | = | Finale            |
| DOP          | = | Doping        |  | DSQ | = | Disqualifikation  |
| VF           | = | Viertelfinale |  | DNF | = | Did not finish    |
| HF           | = | Halbfinale    |  | NA  | = | nicht ausgetragen |

## Auszeichnungen
- 2008: „Weltmannschaft des Jahres“ –  4-mal-100-Meter-Staffel mit Usain Bolt, Nesta Carter und Michael Frater (La Gazzetta dello Sport)